# Счастье (фильм, 1934, Франция)
Счастье (фр. Le Bonheur) — французский фильм 1934 года поставлен режиссёром Марселем Л’Эрбье по одноимённой пьесе Анри Бернштейна.

## Сюжет
Талантливый карикатурист Филипп Лючеро стреляет в кинозвезду Клару Стюарт на выходе из мюзик-холла, но только ранит её. На суде он объясняет, что из-за своей анархистских и антиобщественных убеждений хотел совершить покушение, который бы сделал как можно больше шума. Поскольку наибольшей славой в наши дни пользуются спортсмены и кинозвезды, и ему, по его словам, пришлось выбирать жертву из этих двух категорий. Клара берёт слово и в крайне наигранной, заранее изученной речи просит помиловать виновного. Лючеро это глубоко огорчает, он обвиняет Клару в том, что она «пользуется человеческой глупостью». Она тут же признаётся, что выучила свою речь заранее, и снова умоляет пощадить Лючеро, на этот раз — с совершенно неуклюжей искренностью. Она даже просит, чтобы обвиняемого передали ей на руки.
Лючеро осуждают на несколько месяцев тюрьмы. Клара думает о нём и разводится с мужем. В то утро, когда Лючеро выходит из тюрьмы, Клара встречает его и увозит к себе. Лючеро признаётся, что был влюблён в неё ещё до покушения: именно поэтому он ошибся. Присутствуя инкогнито на съёмках её нового фильма, Лючеро не знает, что в основу фильма положена их история, потому что Клара не стала ему в этом признаваться.